# 872

## Události
- franské Karlomannovo tažení na Moravu, Svatoplukovi se podařilo Východofranskou říši porazit
- Bitva u Vltavy: Mohučský arcibiskup Liutbert porazil české vojsko; v této bitvě se poprvé dozvídáme o Bořivojovi I.

## Hlavy státu
- České knížectví – Bořivoj I.
- Velkomoravská říše – Svatopluk I.
- Papež – Hadrián II. – Jan VIII.
- Anglie – Alfréd Veliký
- Skotské království – Konstantin I.
- Východní Franky – Ludvík II. Němec
- Západní Franky – Karel II. Holý
- První bulharská říše – Boris I.
- Kyjevská Rus – Askold a Dir
- Byzanc – Basileios I.
- Svatá říše římská – Ludvík II. Němec